# Erucaria rostrata
Erucaria rostrata är en korsblommig växtart som först beskrevs av Pierre Edmond Boissier, och fick sitt nu gällande namn av Arthur William Hill, Werner Rodolfo Greuter och Hervé Maurice Burdet. Erucaria rostrata ingår i släktet Erucaria och familjen korsblommiga växter. Inga underarter finns listade i Catalogue of Life.